# Панов, Дмитрий Геннадиевич
Дмитрий Геннадиевич Панов (1909—1965) — советский географ, морской геоморфолог и геолог-четвертичник, доктор географических наук, профессор.

## Биография
Родился 3 (16) июня 1909 года в городе Владимире (Владимирская губерния), Российская империя.
В 1930 году Окончил географический факультет Ленинградского государственного университета (ЛГУ).
Участвовал в геологических экспедициях различных ведомств.
С 1933 года сотрудник Института физической географии СОПС АН СССР в Ленинграде.
С 1936 года работал в Государственном гидрологическом институте в Ленинграде.
С 1937 года преподавал на кафедре физической географии в Ленинградском государственном педагогическом институте им. А. И. Герцена. Доцент (1937), профессор (1940).
В 1938 году проходил по делу, как «участник контрреволюционной кадетской молодёжной организации», было прекращено за недоказанностью обвинения.
В 1940 году защитил докторскую диссертацию по теме «Новая Земля. Сравнительный физико-географический и палеогеографический очерк».
В 1946—1951 годах — профессор кафедры полярных стран Географического факультета ЛГУ. В связи с «ленинградским делом» был выслан в Ростов-на-Дону
C 1951 года заведующий кафедрой физической географии Ростовского государственного университета. Затем был заведующим кафедры геоморфологии.
Скоропостижно скончался 24 июля 1965 года в городе Ростов-на-Дону.

## Научные достижения
Один из основоположников отечественной морской геологии. Основные научные работы по геоморфологии Арктики, проблеме происхождения материков и океанов, геоморфологии моря, исследованию современных донных осадков Азовского моря.
Творческие интересы: неотектоника, палеогеография, геология моря и искусственных водоёмов, общая и физическая география, планетарная геоморфология.
Как микропалеонтолог, изучал состав пыльцы и спор в новейших осадках средиземноморского бассейна.

## Награды и премии
- 1938 — Вторая премия на Всесоюзном конкурсе молодых учёных.

## Память
- Профессор Панов — в 2003 году в честь Д. Г. Панова было названо научно-исследовательское судно Южного научного центра РАН[9].